# 벳지직

## 상세
벳지직은 실시간 고화질 스포츠 중계 및 스포츠 분석을 중심으로 운영되는 한국 기반 스포츠 커뮤니티 플랫폼이다.